# Кишлак

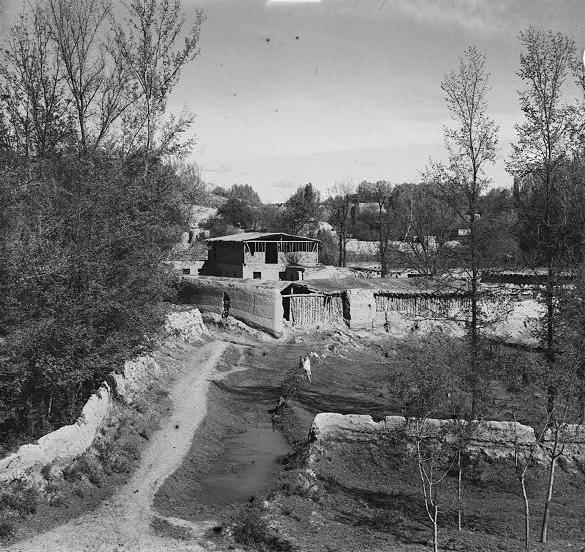
С. М. Прокудін-Горський. Кишлак на шляху з Чупан-ата біля Самарканду. Фотографія кінця XIX століття.

Кишла́к («зимівник» від тур. Kış «зима»; перс. قشلاق; також киштак, кистак) — назва сільського поселення в Середній Азії, на Кавказі, в Ірані та Афганістані, зокрема в узбеків та таджиків.
Термін «кишлак» є складовою низки топонімів в Узбекистані, Туркменістані, Азербайджані тощо (узб. Afgan-Kishlak, азерб. Qışlaq та інші).

## Опис
Кишлак є щільно заселеним поселенням на відносно невеликій території з плануванням гніздового типу, що складається з 50 чи й більше домівок. Житла будуються навколо дворів з виходом на вулицю, що зазвичай є вкрай вузькими і покрученими (кривими). Гірські кишлаки нерідко мають терасове планування.
Кожний кишлак мав мечеть і цвинтар, подеколи також майдан для базару. Сільськосгосподарські ділянки кишлаку лежали поза поселенням, а система іригації (зазвичай арикового типу) була загального користування і власністю всього кишлаку — кожний (чоловік-господар) міг нею користуватися, водночас маючи її ретельно доглядати.
У кишлаку міг бути як загальний колодязь, так і підземі кяризи по хатах. Каналізації в кішлаках не було. Глиняні пічки тондири топилися кизяками.

## Історія
Спершу слово «кишлак» означало місце зимівника кочовиків, згодом осілого населення — селян-дехканів. Кишлак, разом з кочовим поселенням аул був важливим соціальним осередком у Центральній Азії, традиційно населеній великими сімейними групами.
До радянського періоду кишлаки управлялися сільськими старійшинами — аксакалами. У більшості кишлаків проживав свій мулла, який мав вплив на прийняття рішень аксакалами.
За СРСР було здійснено спробу замінити аксакалів кишлаків Радами робітничих депутатів.